# Ketllyn Zanette
Ketllyn Pamela Zanette (* 27. April 1998) ist eine brasilianische Leichtathletin, die sich auf den Dreisprung spezialisiert hat.

## Sportliche Laufbahn
Erste internationale Erfahrungen sammelte Ketllyn Zanette im Jahr 2022, als sie bei den Hallensüdamerikameisterschaften in Cochabamba mit einer Weite von 13,07 m den vierten Platz im Dreisprung belegte. Im Jahr darauf gelangte sie bei den Südamerikameisterschaften in São Paulo mit 13,13 m auf Rang sieben.
2022 wurde Zanette brasilianische Meisterin im Dreisprung.

## Persönliche Bestleistungen
- Weitsprung: 6,03 m (−0,6 m/s), 17. Dezember 2020 in Bragança Paulista
- Dreisprung: 13,43 m (+0,7 m/s), 11. Juni 2021 in São Paulo
  - Dreisprung (Halle): 13,07 m, 20. Februar 2022 in Cochabamba